# Ятвяжский поход Владимира Святославича
Поход Владимира Святославича на ятвягов — военный поход великого князя киевского Владимира Святославича на балтское племя ятвягов в 983 году. В Повести временных лет записано лаконичное сообщение об этом походе: «Иде Володимир на Ятвягы и взя землю их».

## Цели похода
Предположительно, ятвяги платили Руси дань ещё с середины X века, однако в какой-то момент, в связи со смертью одного из киевских князей, выплата дани прекратилась.

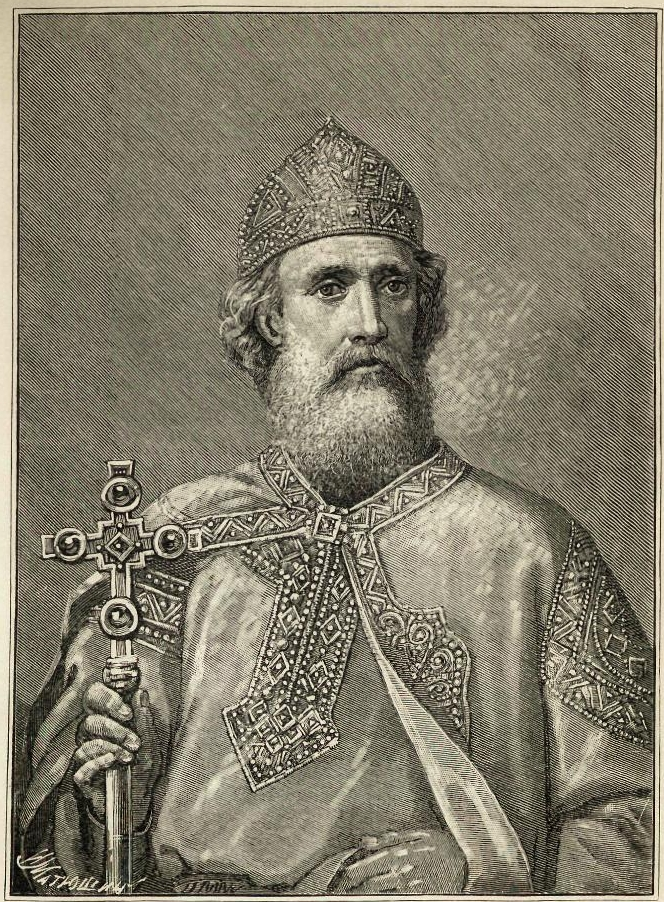
Киевский князь Владимир Святославич (~960-1015)

Известные источники не фиксируют данных об участниках этого похода, сражениях и добыче. Письменные источники не дают данных о маршруте, по которому русские войска двигались в направлении ятвяжских земель, тем более что использование для этой цели рек представляется вероятным. Реки выполняли функцию путей, позволяющих преодолевать большие расстояния, тогда как леса играли противоположную роль. Вероятно, маршрут пролегал вдоль Немана.
По мнению Генрика Ловмянского, князь Владимир удовлетворился лишь добычей, поскольку в летописях отсутствуют сведений об обложении ятвягов данью. Они не были названы в числе народов, платящих дань Руси, хотя в списке были другие балтские и финские народы: «А вот и другие народы, платящие дань: чудь, меря, весь, мурома, черемисы, мордва, пермяки, печора, емь, литовцы, жимегалцы, курши, нарова, ливы; у них свой язык, и они произошли от Иафета, и живут в землях северных». По словам Ловмянского, целью нападения было укрепление границы между русскими и ятвягами, ослабленной грабительской деятельностью ятвяжских банд, и оно носило карательный характер. В этом случае понятие «земля» могло относиться и к жителям конкретной территории, а киевский князь мог выступать защитником интересов племени дреговичей. По словам Януша Беняка, поход завершился пленением и покорением ятвяг. Бронислав Влодарский утверждает, что с тех пор ятвяги вынуждены были подчиниться Владимиру, власть которого была на короткое время сброшена после ослабления Киева из-за набегов кочевых печенегов.
Русские походы на ятвягов повторились в XI, XII и XIII веках.